# クリスマス切手
クリスマス切手（クリスマスきって）とは、クリスマス・カードを送る郵便物に貼ることを想定して発行される切手である。キリスト教徒の多い国を中心に多くの国で発行されており、通常10月前半から12月前半にかけて印刷・販売される。図案は、当初は宗教的な題材が用いられていたが、クリスマスツリーやサンタクロースといった世俗的な題材も取り上げられるようになっている。
多くの国ではクリスマス切手はグリーティングカードもしくははがきを送るのに使用されるという「実用的」目的で発行される。ただし、切手を外貨獲得手段としているいくつかの国では、切手蒐集家や観光客に売りさばくことを主目的に発行されることもある。

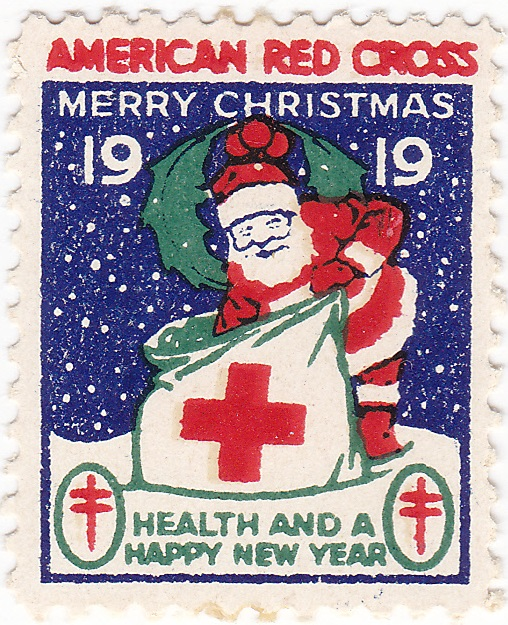
1919年のアメリカのクリスマスシール

## 歴史

### 背景
クリスマスは、イエス・キリストの降誕を祝う日であるとされているが、聖書には降誕の具体的な日付は明記されていない。初期のキリスト教では、その死と復活こそがキリストが救世主であることを示す奇跡として神聖視されて祝われた反面、降誕日についてはあまり興味を持たれなかったようである。
3世紀頃になって、キリストが神の子として地上に降誕したことも神聖視されるようになると、その日を特定しようとする動きが出始めた。多数の説が唱えられたが、次第に1月6日と12月25日が有力となり、その中でも12月25日が優勢となっていった。最終的に325年のニカイア公会議でキリストの降誕日は12月25日と決定され、一部にこれを認めていない教派もあるものの、多数のキリスト教徒にとってキリストの降誕日は12月25日となった。1月6日はキリストが洗礼を受けて神性を公に現した日とされて公現節となり、12月25日だけでなく1月6日までの間の12日間を降誕節（クリスマス）として祝う地域も多い。
このクリスマスに挨拶状を贈る習慣は古くからあったとされている。ただ、長い間、貴族など一部の上流階級に限られていた。これが一般に普及したのは、イギリスで近代郵便制度が確立されて以降である。それまでの郵便料金は距離によって異なり受取人払いであったが、1870年に安価な郵便はがきが誕生したことや、1898年には大英帝国内での均一郵便制度が創設されたことなどによって、庶民の間でもクリスマス・カードなどの挨拶状を贈り合う習慣が広まっていった。19世紀末のイギリスでは、クリスマス前になると郵便物の取り扱いが急増するようになっていた。

### 最初のクリスマス切手

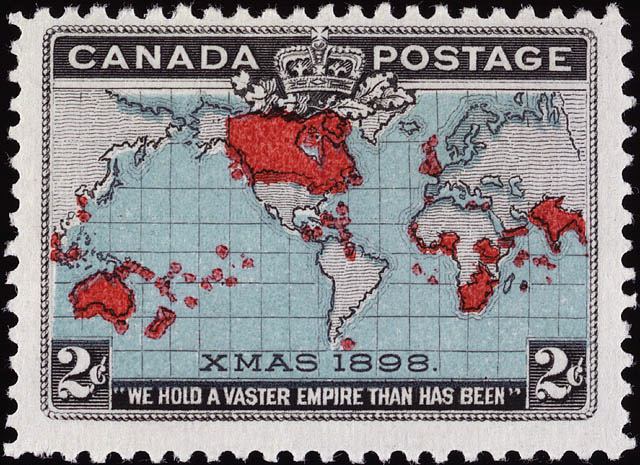
最初のクリスマス切手とされるカナダ切手

1898年のカナダで、同国が実現に尽力した大英帝国内の均一料金制度の導入を記念して、2セントの記念切手が発行された。同制度は、大英帝国内におけるほとんどの地域間での郵便料金を統一し、1/2オンスまでの書状は1ペニーとするものであった。カナダの2セントは、イギリス本国の1ペニーに相当した。
図案は、カナダを中心としたメルカトル図法による世界地図に大英帝国の版図を赤く塗り示し、均一料金制度のカナダでの実施開始日である1898年12月25日を示す「XMAS 1898」の文字が入れられ、下部にはルイス・モリスの『帝国の歌』（ソング・オブ・エンパイア）の一節「われらはかつてない広範な領土を保つ」が記されている。オタワにあるアメリカン・バンクノート社カナダ支社で製造され、外枠が黒の凹版印刷、地図の部分が凸版印刷の2色という19世紀の低額切手としては珍しい3色刷りで、サイズも大きめで、当時としては目立つ切手であった。なお、後に第二次ボーア戦争を経て1902年に版図に加えることになる南アフリカ地域がすでに赤く塗られていることも注目される。
発行目的も図案もクリスマスと何ら関係がないが、印面に「XMAS」とあることから、この切手が世界最初のクリスマス切手とされている。

### 展開

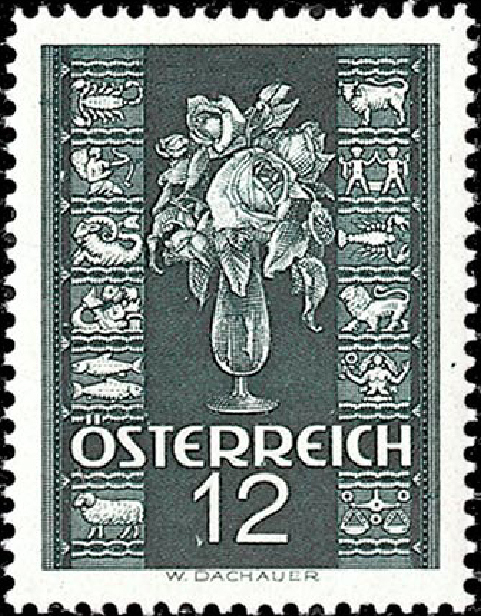
オーストリアのクリスマスグリーティング切手（1937年）

その後のクリスマス切手としては、1937年にオーストリアが発行したバラと十二宮がデザインされたクリスマスグリーティング切手などが上げられるが、それらはいずれも単発の記念切手とされている。
1960年代以降になって、クリスマス切手を毎年発行する習慣が世界各国で定着した。多くはキリスト教徒が多い国であり、アメリカ合衆国では1962年から、イギリスでは1968年から、ほぼ毎年「クリスマス切手」が発行されている。
なお、アメリカ合衆国では政教分離上問題があるとして、1994年からはクリスマス切手とは言わずグリーティング切手として販売し、図案も世俗的なものに変更されている。また、2005年から「冬のグリーティング切手」を発行している日本でも、当初は「クリスマス切手」としての発行が予定されていたが、「冬のおたより全般にお使いいただける」ために、名称を変更して発行された。

## 図案
クリスマス切手には、聖書にある場面を描写したものや絵画作品から、クリスマスを過ごす人々の様子、クリスマスに関連するアイテムやクリスマス料理、クリスマスの菓子などが描かれ、それぞれの国の国柄や習慣が図案に現れる。クリスマス切手でよく取り上げられる題材としては以下のようなものがある。
- 降誕説話
  - クリスマス本来の意味から、キリストの降誕、東方三博士の訪問、聖家族のエジプト逃避といったキリスト誕生に関する物語がよく取り上げられる[19]。新約聖書のうちキリストの降誕に触れたものは「マタイによる福音書」と「ルカによる福音書」であるが、これらには互いに矛盾する記述もあり、2つの福音書を合成し聖書にない逸話も加えたものが一般に降誕説話として流布されている[19]。切手で描かれるのはこうした物語を基にしたものが多い[19]。
- サンタクロース
  - サンタクロースもクリスマス切手の題材の定番である[20]。1954年にキューバが発行したものが、最初にサンタクロースを扱った切手とされる[1]。クリスマスの時期が夏にあたる南半球のオーストラリアでは、1977年に、サーフィンをするサンタクロースを描いたクリスマス切手が発行されている[1]。
- クリスマス飾り
  - クリスマスツリーは、クリスマスの代表的な風俗として、クリスマス切手によく取り上げられる題材である[21]。クリスマスツリーの風習はドイツ発祥とされ、キリスト教以前の常緑樹とりわけモミの木を神聖視する風習がキリスト教の降誕節と結びついたと考えられる[22]。三位一体を示すものとして、左右対称のきれいな三角形の樹形が好まれ、ドイツ南部以西ではモミが、それ以外の地域ではトウヒが用いられることが多い[22]。クリスマスツリーの習慣は、ヴィクトリア女王の母と夫がドイツ出身だったことからイギリス宮廷に持ち込まれた[23]。そこからイギリス国内や植民地、他の欧米諸国へと普及し、さらにアジアも含めた世界中に広まっている[22]。クリスマスツリーをオーナメントで飾り付ける風習は、16世紀のドイツですでに行われていたとされる[24]。もともとはリンゴやクッキーなどの食べ物が用いられたが、今日では金や銀の玉、星、ベル、人形などで装飾される[24]。
- 音楽・楽器
  - 羊飼いが天使らから救世主の誕生を告げられた際、妙なる調べや天使の合唱が聞こえたとされており、クリスマスと音楽には分かちがたい関係がある[25]。クリスマス切手においても、ラッパや角笛を吹く天使、ベル、クリスマス・キャロルを歌ったり楽器を演奏したりする子どもたちなどの図案の切手が発行されている[26]。また、オーストラリア領クリスマス島が1977年に発行した「クリスマスの12日」は、12月25日から1月6日の降誕節の間の数え歌であるクリスマス・キャロルを題材としている[27]。
- ろうそく
  - キリスト教において、ろうそくは、世を照らす救世主の誕生を象徴するものとされており、クリスマス切手にもたびたび登場する[24]。3本描かれる場合は三位一体を、4本描かれる場合は待降節の約4週間を表している[24]。
- ヒイラギ
  - クリスマスツリーのほかに、クリスマスと関係の深い植物として、ヒイラギがある[24]。待降節になると、ヒイラギで作ったアドベントリースを家の扉などに飾る[24]。ヒイラギはヨーロッパでは病気を治癒し悪霊を払う厄除けと考えられ、キリスト教的には、葉の尖ったヒイラギで作った輪は磔刑にかけられたキリストの荊冠を、赤い実はキリストの血を象徴する[28]。
- クリスマス料理
  - 国や地域によってさまざまなクリスマス料理があり、それぞれの国で食される料理や[29]菓子がクリスマス切手に描かれる[3]。ライスプディング（ミルク粥）やジンジャークッキーのほか、日本人にはイメージしづらいが、ヨーロッパでは古くからイノシシや豚がクリスマス料理のメインの食材であり[30]、ローストポークなど[31]さまざまな形でクリスマス切手に登場する[10]。

これらのほかにも、キリストの降誕を人形や模型で表したクリブを描いたもの、教会のステンドグラスやステンドグラス風の図案などがある。
オーストリアで1948年に発行されたクリスマス切手は、『きよしこの夜』が製作されて130周年を記念して、作曲したフランツ・クサーヴァー・グルーバーと作詞したヨーゼフ・モールが描かれた。イギリスでは、最初のクリスマス切手を発行した1966年と1981年、2013年の計3度、クリスマス切手の図案に児童の描いた絵を採用している。2013年は「私にとってのクリスマス」をテーマに公募し、24万点を超える応募の中から2点が採用された。
外貨獲得の手段として多数の切手を発行する国々では、クリスマス切手も多く発行されている。特にドミニカやグレナダ、アンティグア・バーブーダをはじめとするカリブ海諸国や西アフリカ諸国ではディズニーに関連する切手を多数発行しており、クリスマス切手にもディズニーのキャラクターを使ったものも多い。ブラジルでは1994年に、漫画のキャラクターを描いた4種類のクリスマス切手が発行された。

また、2005年にアイスランドでクリスマスツリーを図案とした、2018年にはグリーンランドでシナモンとマツを図案とした、それぞれ香り付きのクリスマス切手が発行されている。

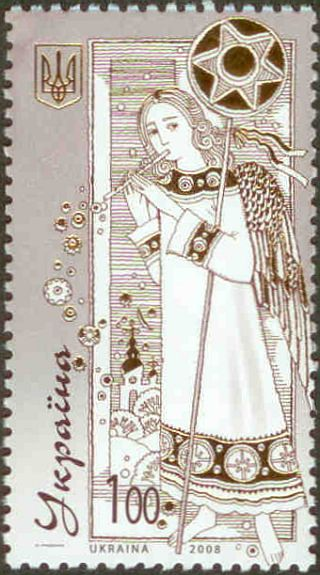
ウクライナのクリスマス切手（笛を吹く天使と教会、2008年）
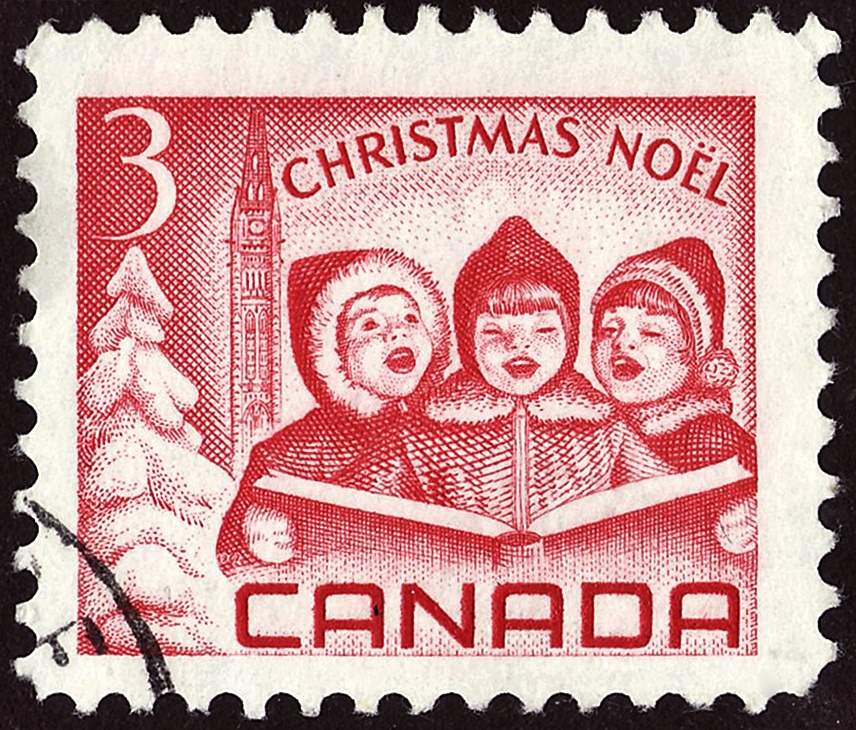
カナダのクリスマス切手（クリスマス・キャロルを歌う子供たち、1967年）
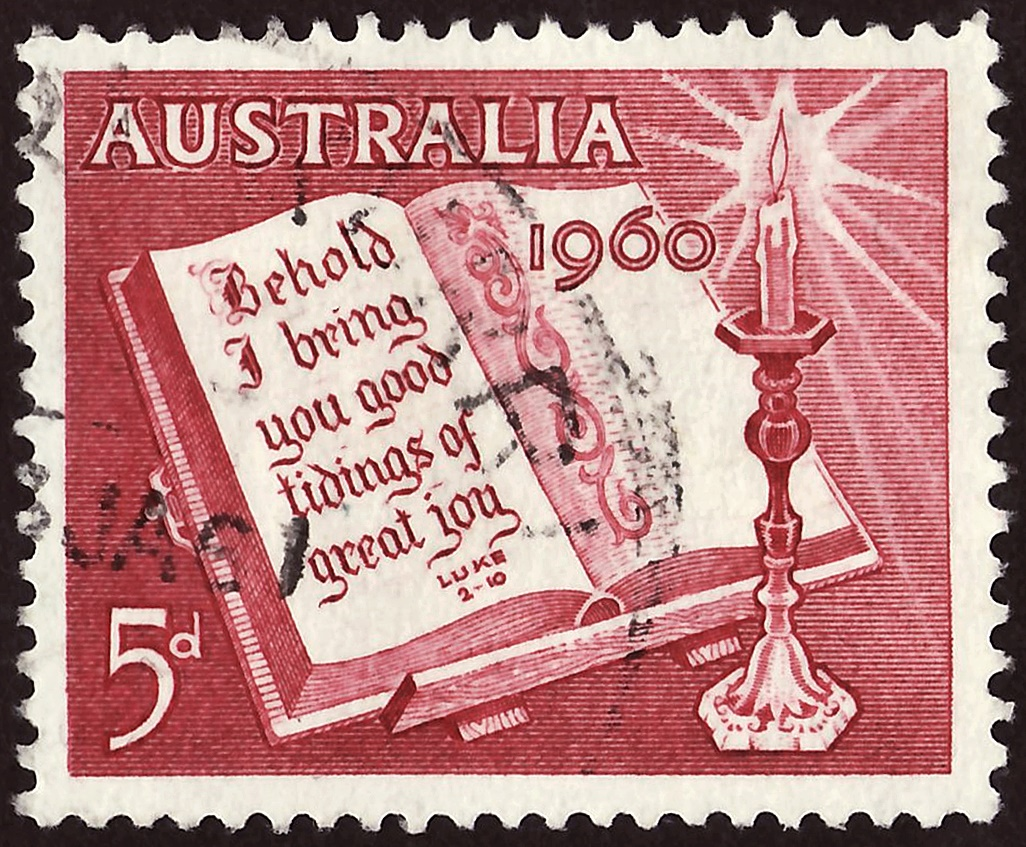
オーストラリア・ノーフォーク諸島のクリスマス切手（ローソクと聖書、1960年）
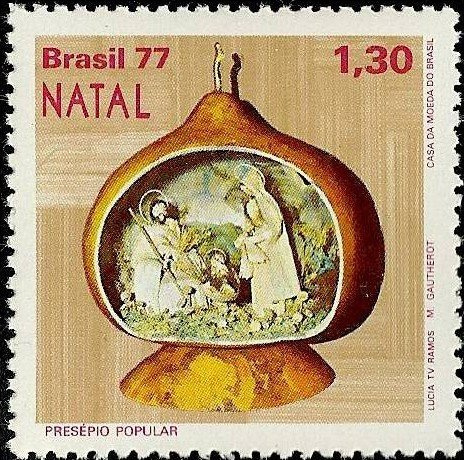
ブラジルのクリスマス切手（ひょうたんの中に作られたクリブ、1977年）
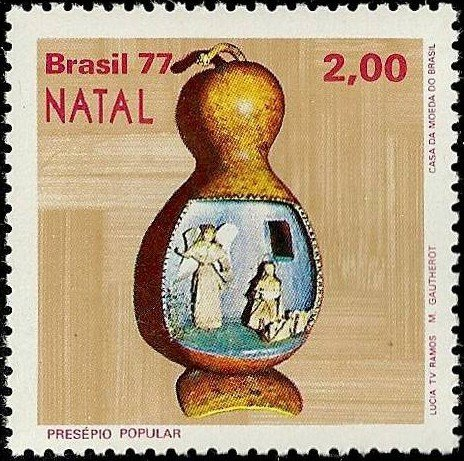
ブラジルのクリスマス切手（ひょうたんの中に作られたクリブ、1977年）
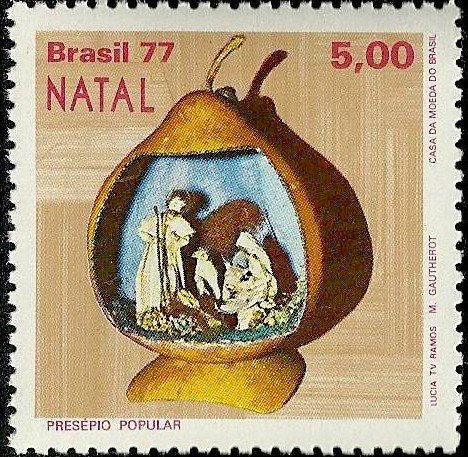
ブラジルのクリスマス切手（ひょうたんの中に作られたクリブ、1977年）

## 蒐集
クリスマス切手を通じてクリスマスの物語や行事、切手発行国の風俗や習慣を垣間見ることができることから、クリスマス切手は切手蒐集家による蒐集の対象となっている。
日本の切手の博物館では、1996年（平成8年）から「切手の博物館のクリスマス」と題した特別展を開催している。クリスマス切手を通じて各国の生活習慣を知ることができるよう、毎年テーマを決めた展示を行っている。また、来場者がクリスマス・カードを贈ることで郵便文化に触れることも目的としており、会場内には豊島郵便局の臨時出張所が設けられ、ここで引き受けた郵便物には消印としてイラスト入りの小型印が押されることで人気となっている。

## ギャラリー

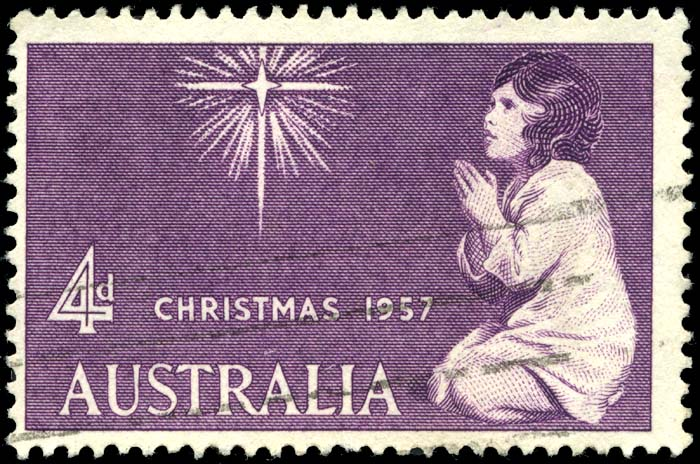
オーストラリア、1957年
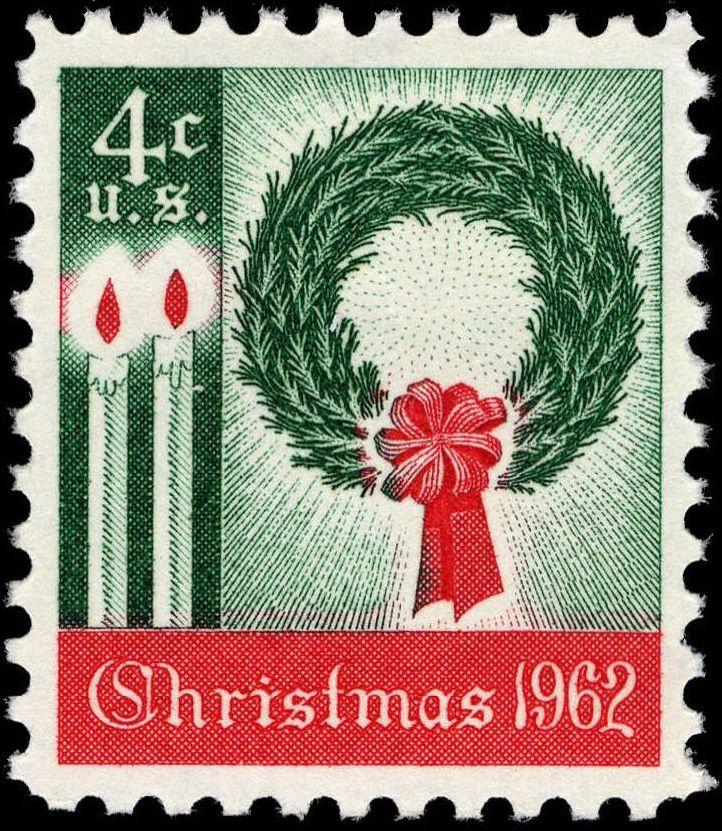
アメリカ、1962年
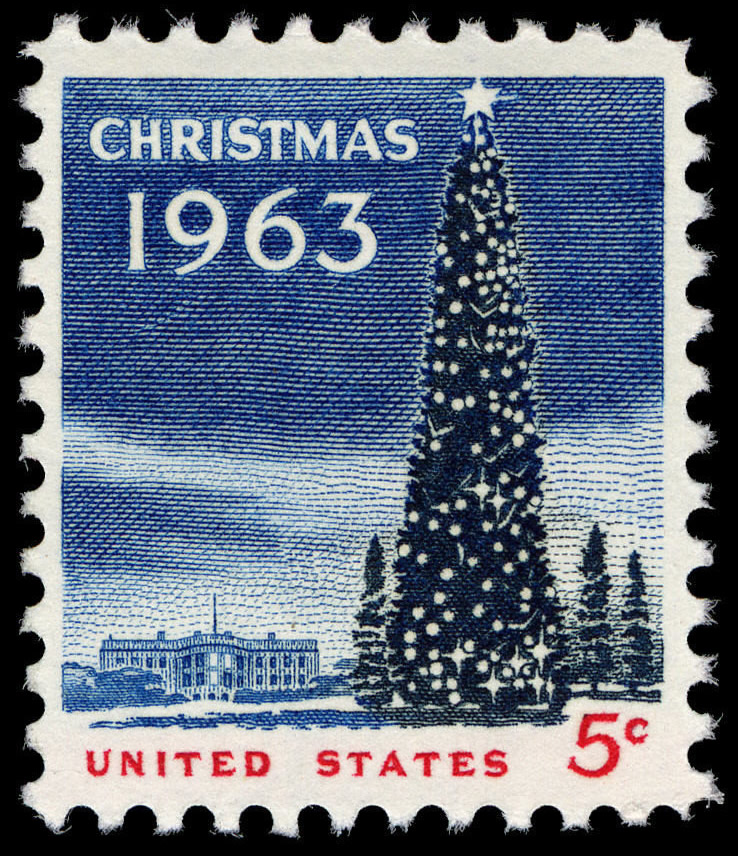
アメリカ、1963年
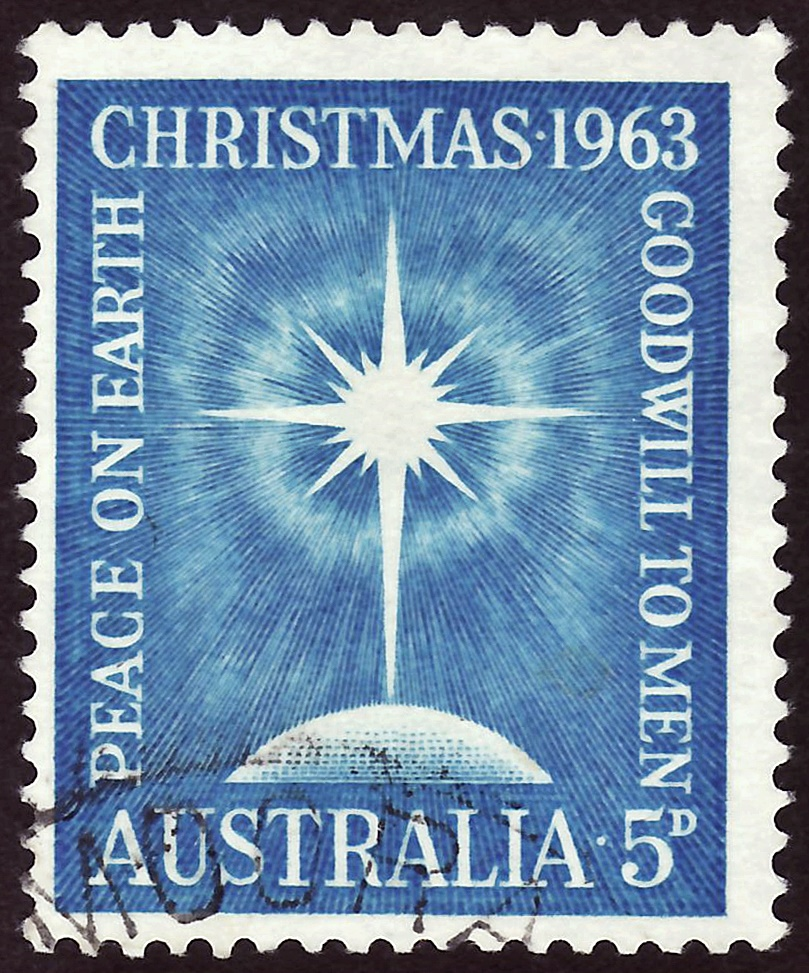
オーストラリア、1963年
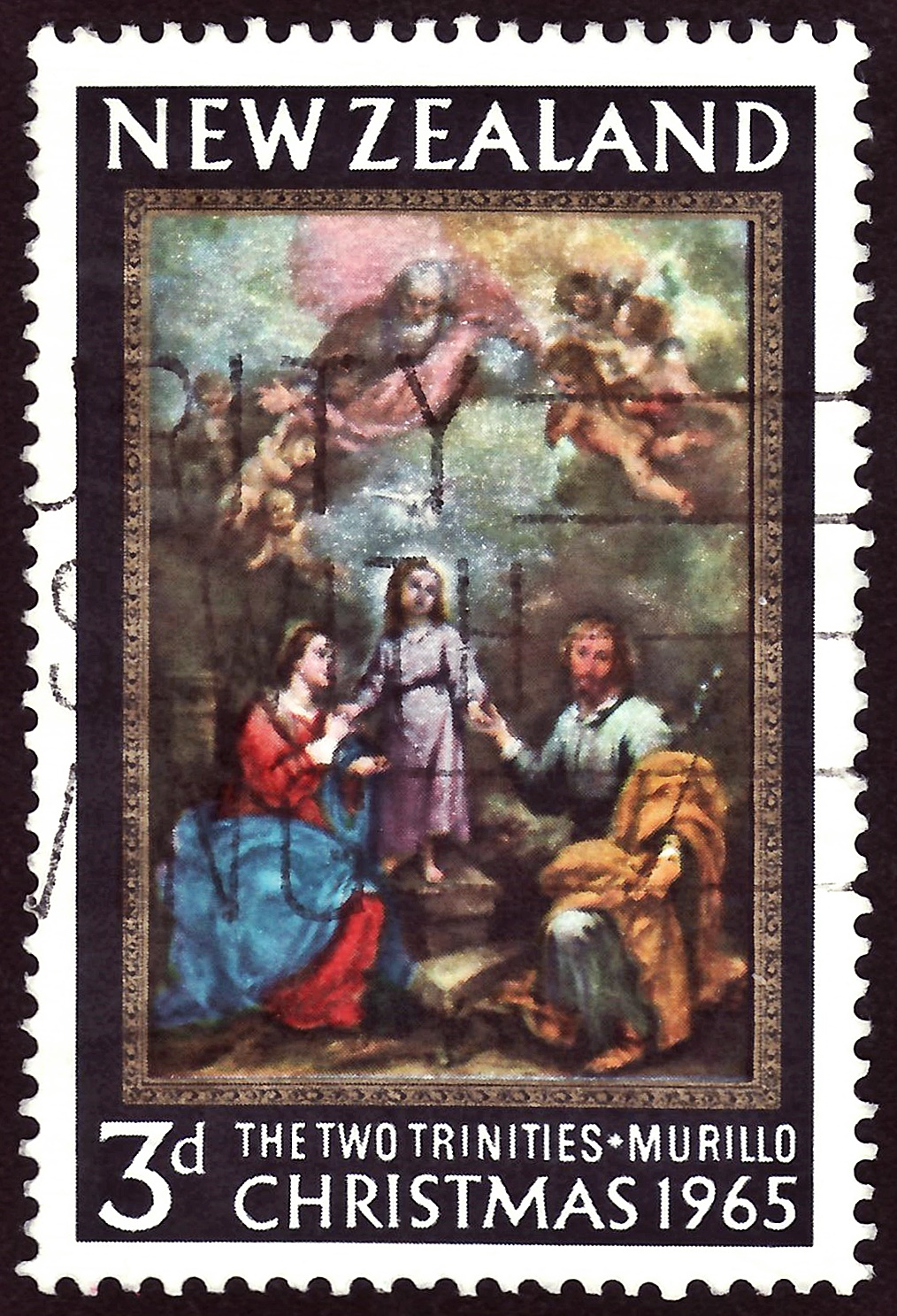
ニュージーランド、1965年
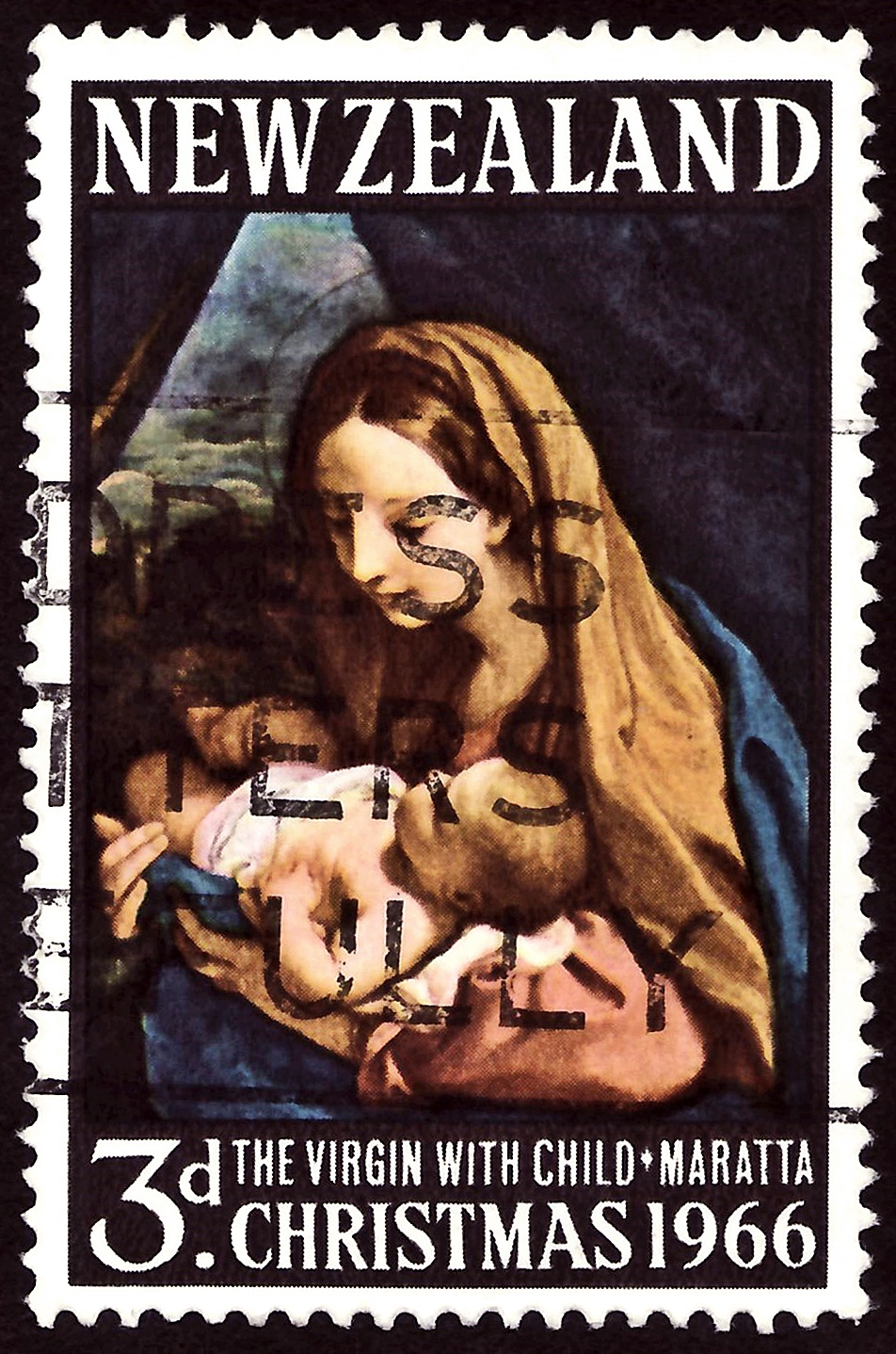
ニュージーランド、1966年
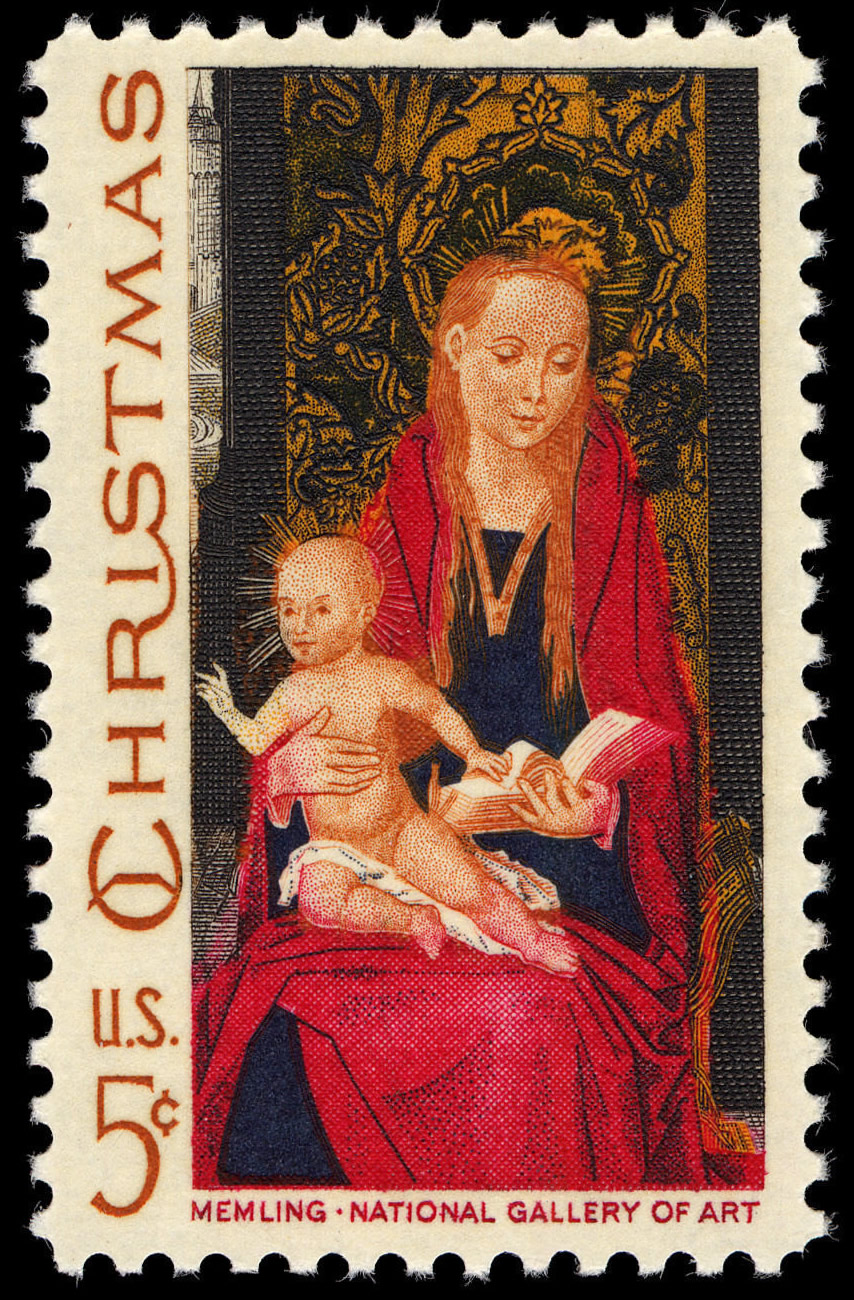
アメリカ、1967年
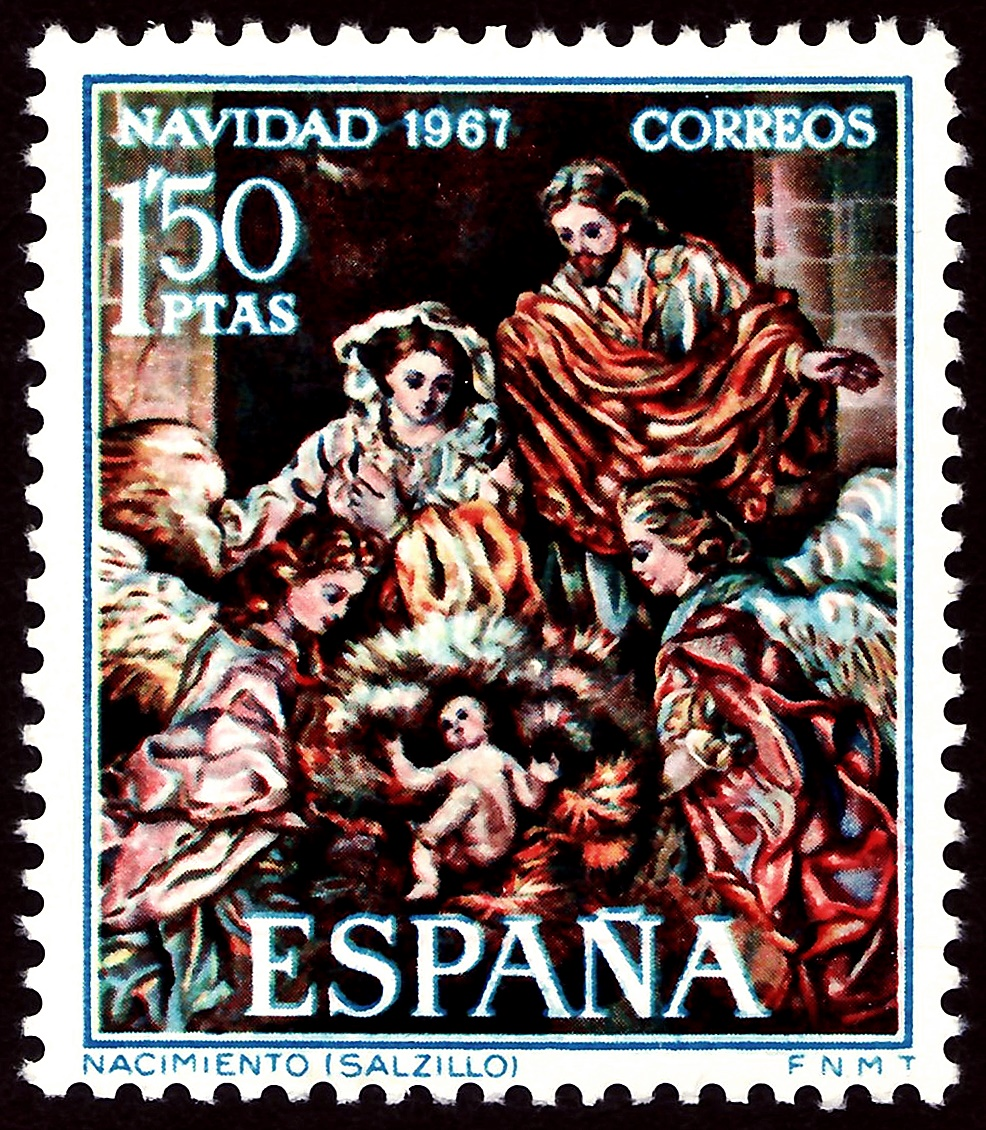
スペイン、1967年
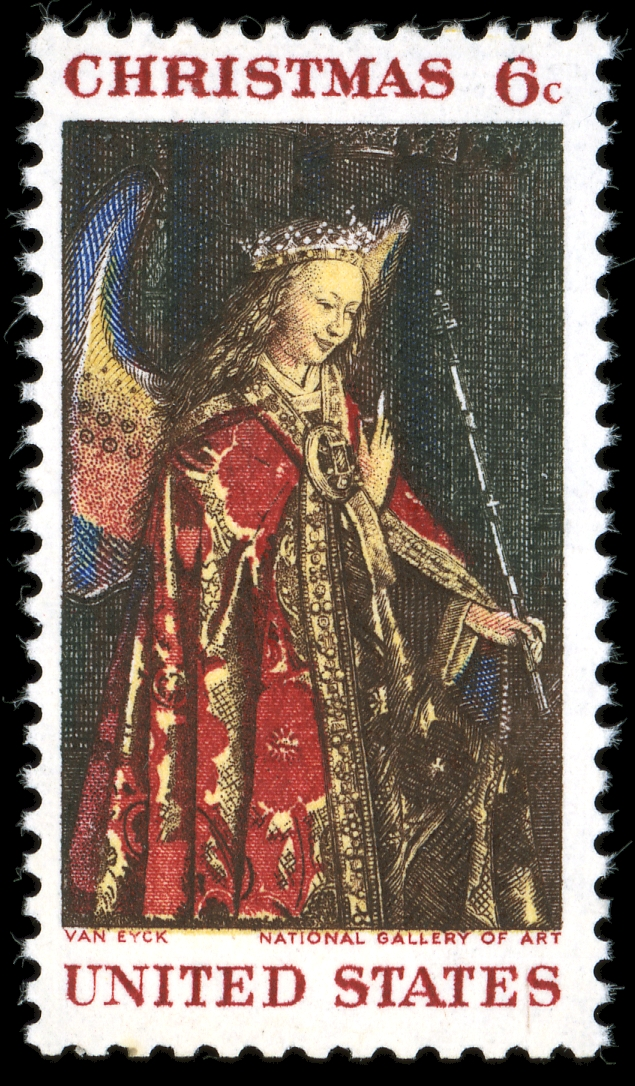
アメリカ、1968年
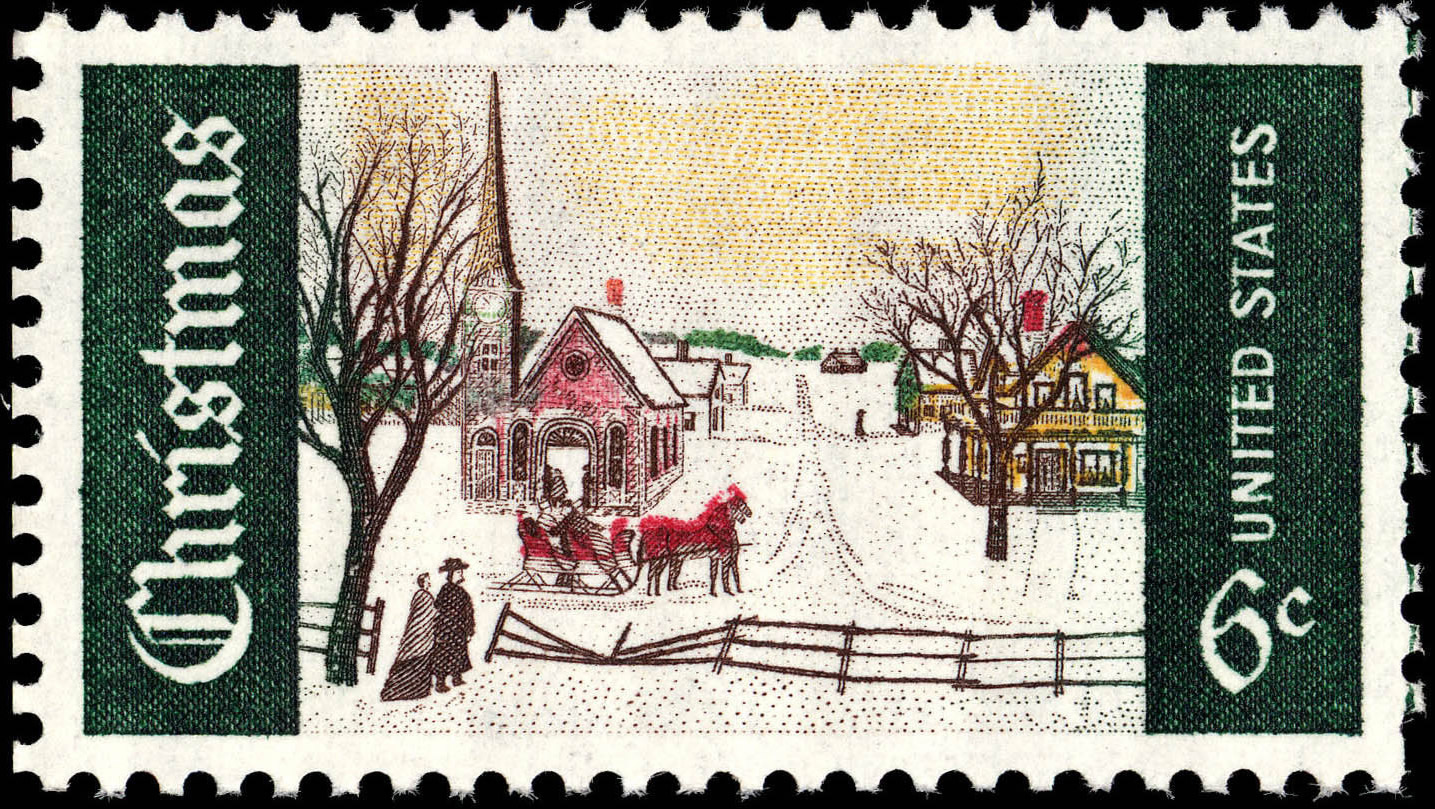
アメリカ、1969年
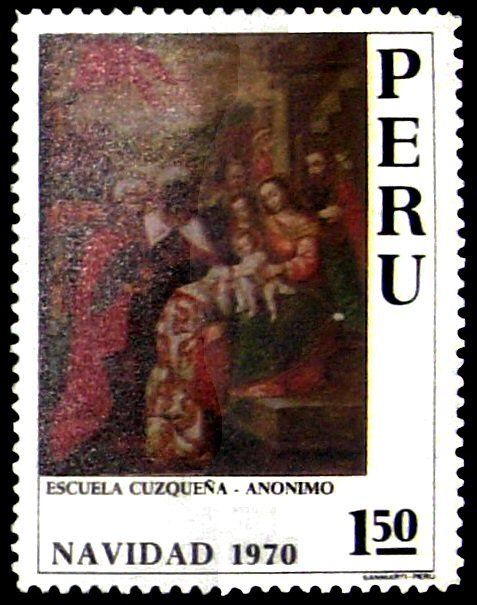
ペルー、1970年
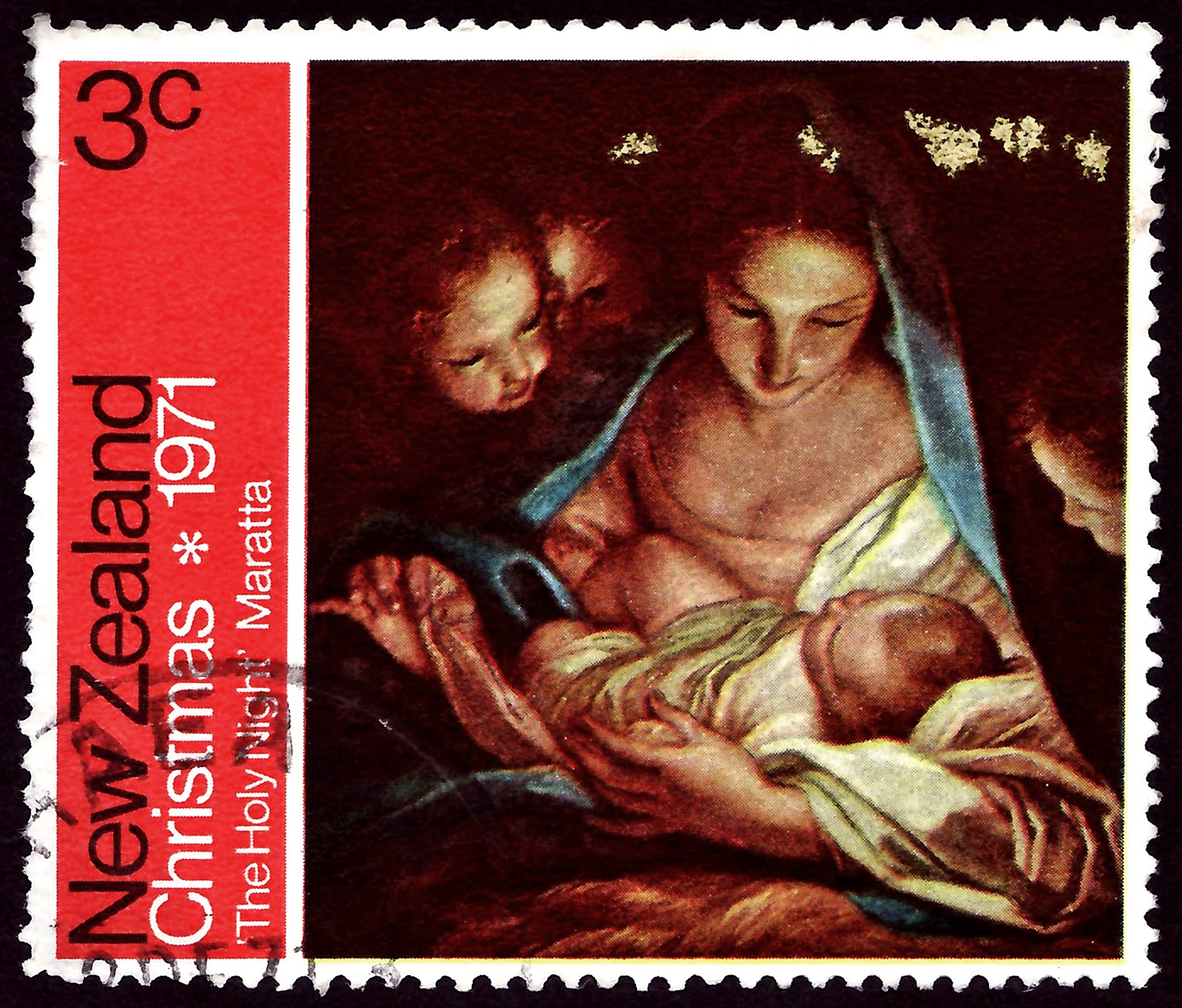
ニュージーランド、1971年
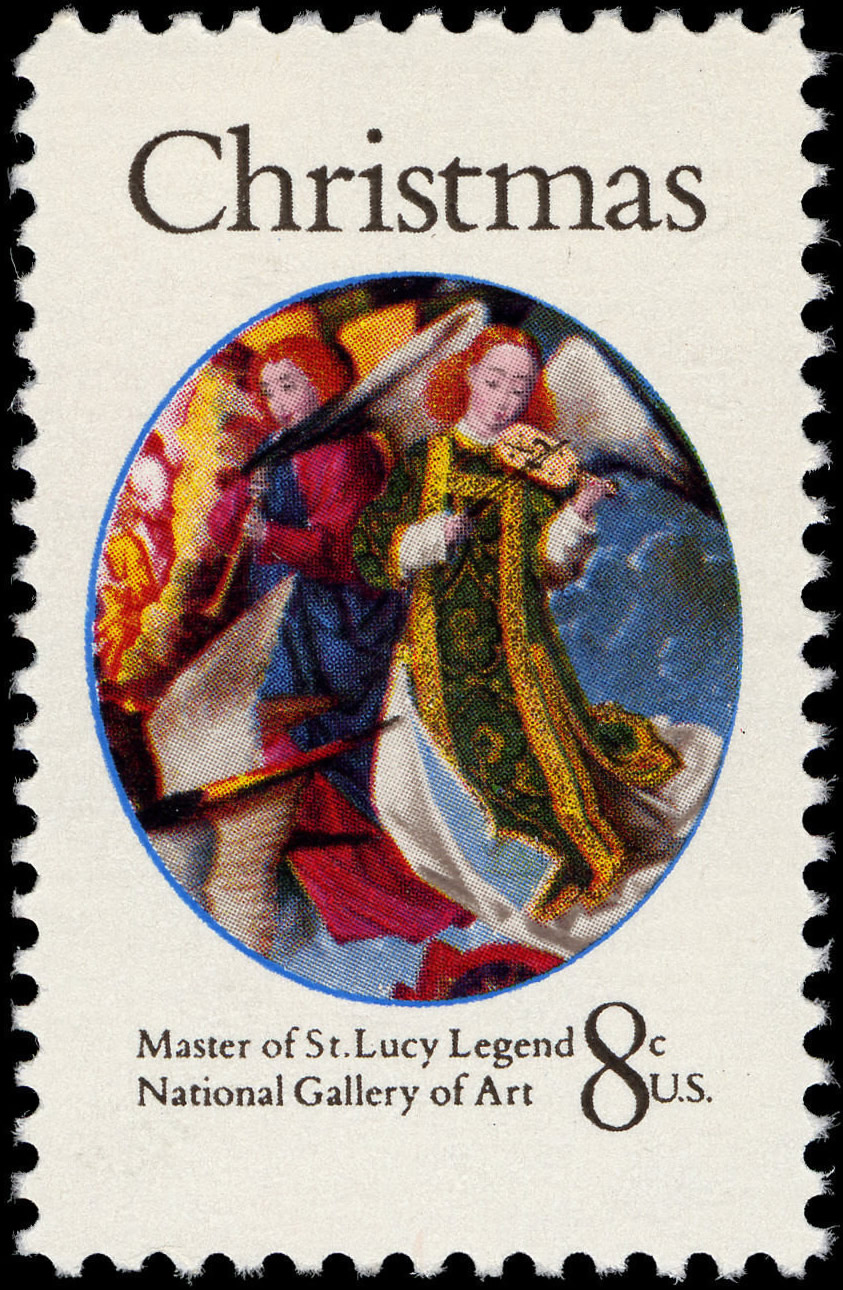
アメリカ、1972年
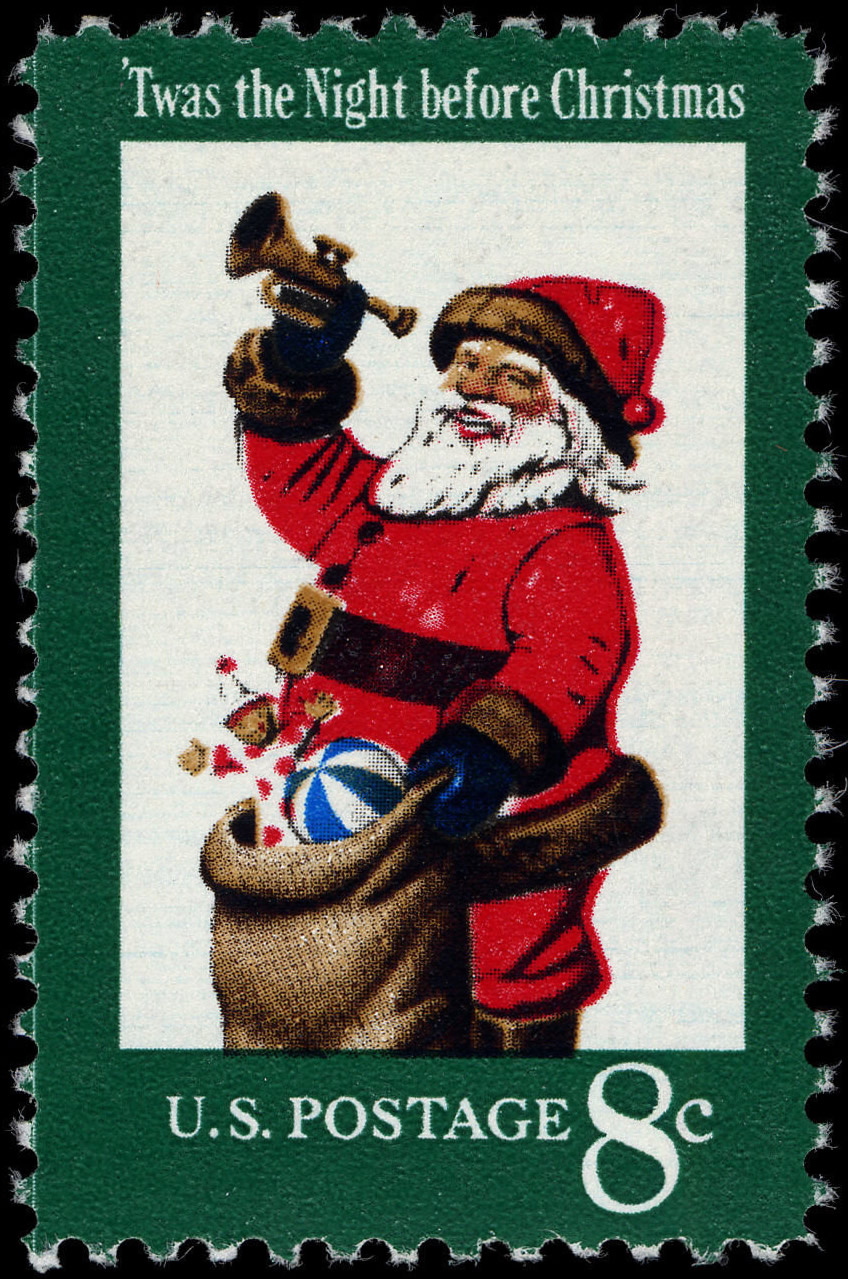
アメリカ、1972年
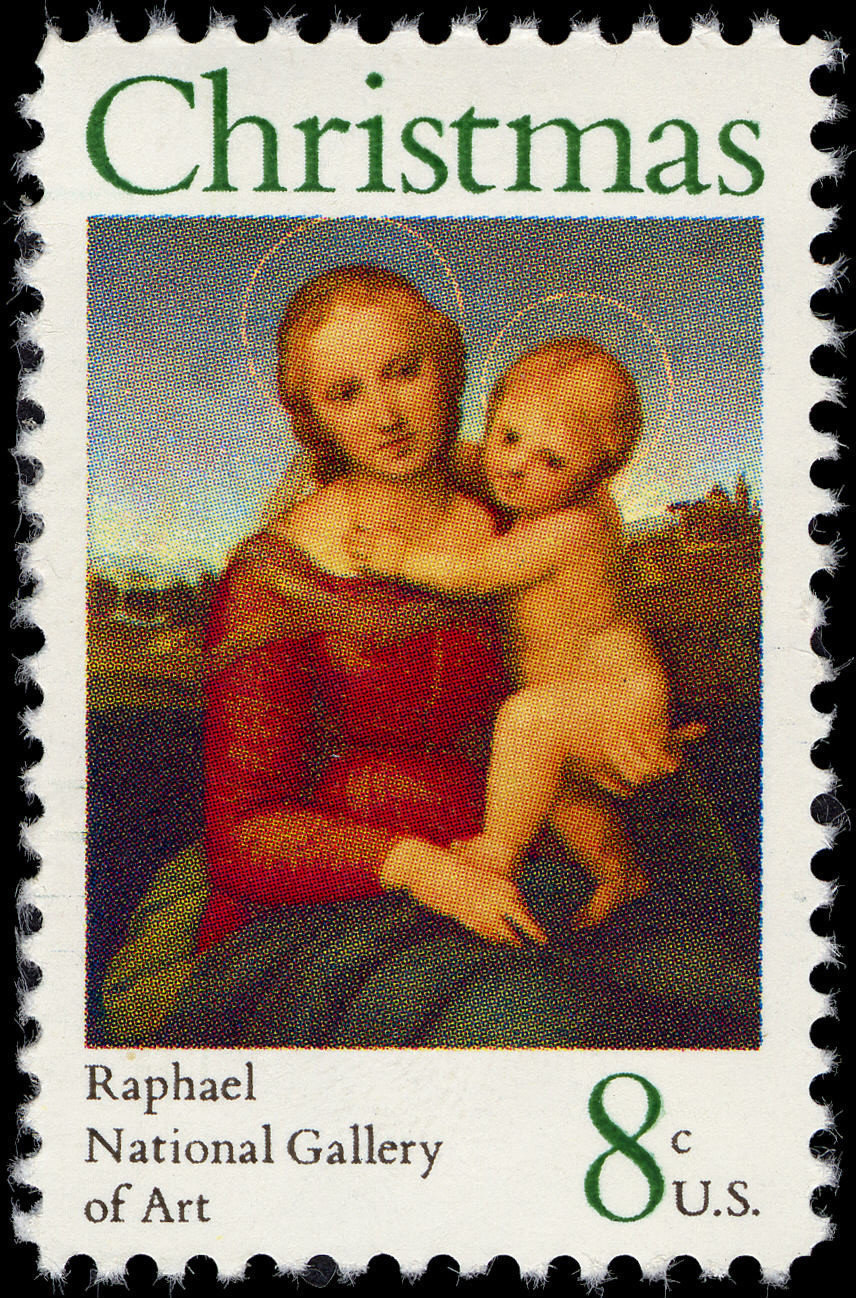
アメリカ、1973年
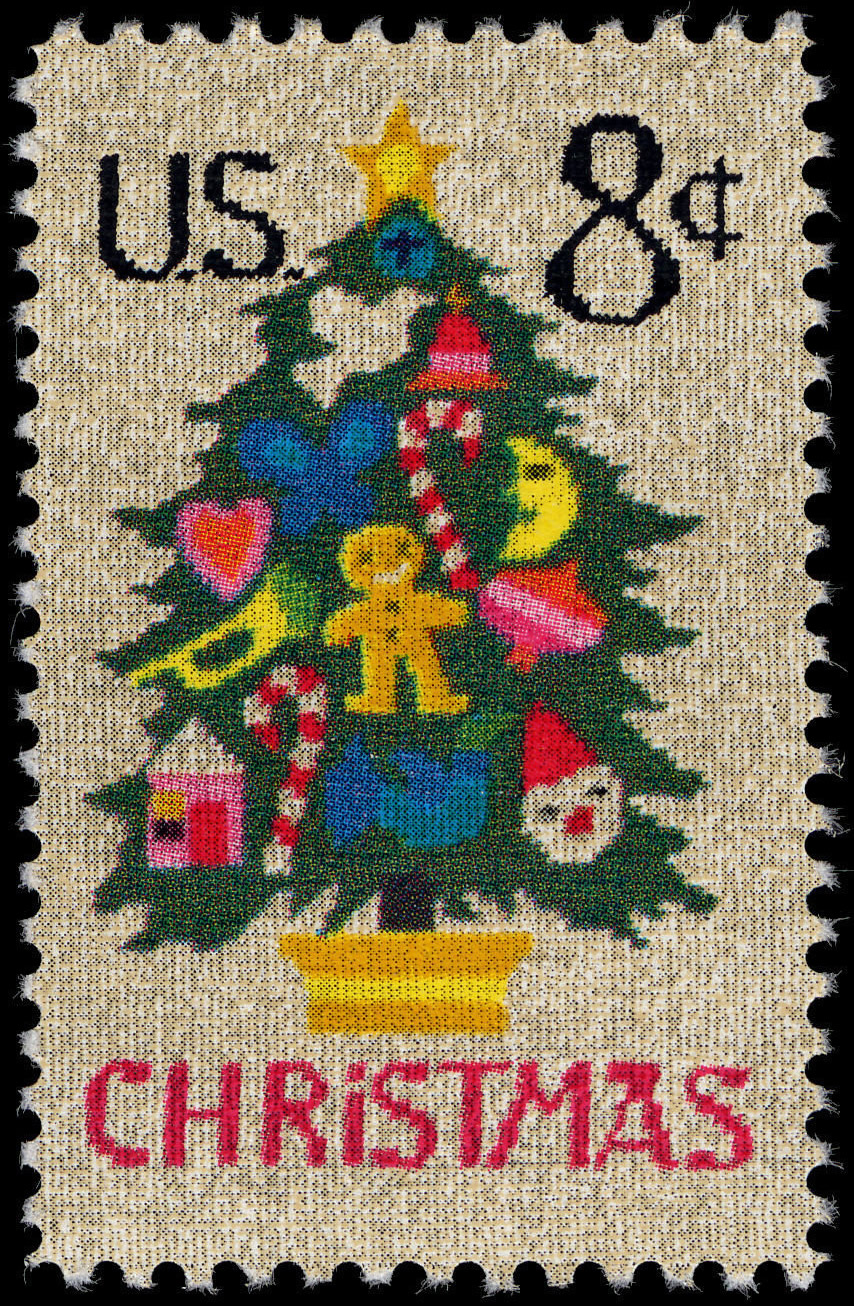
アメリカ、1973年
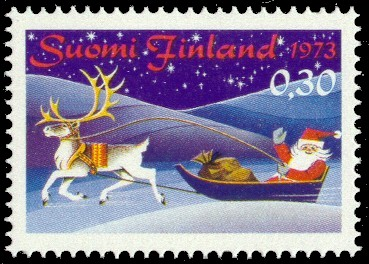
フィンランド、1973年
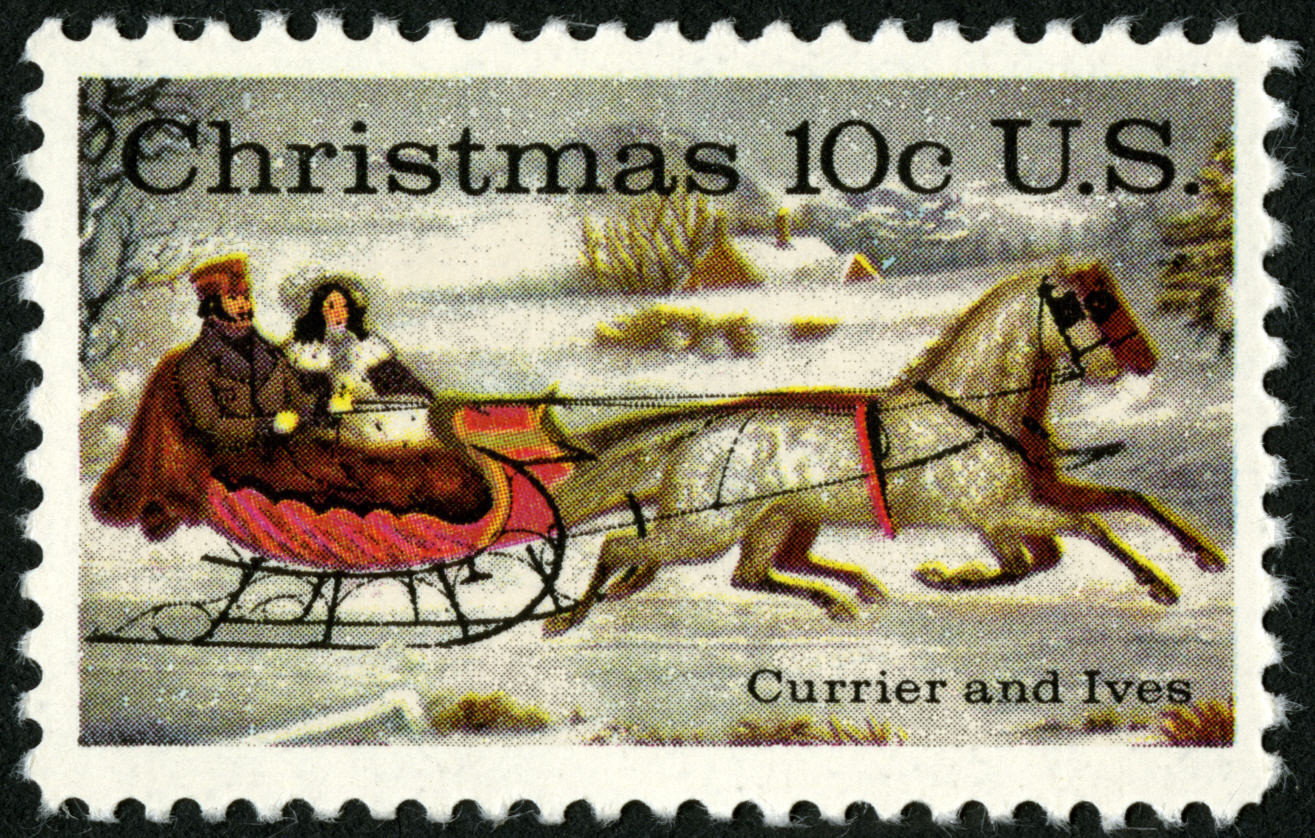
アメリカ、1974年
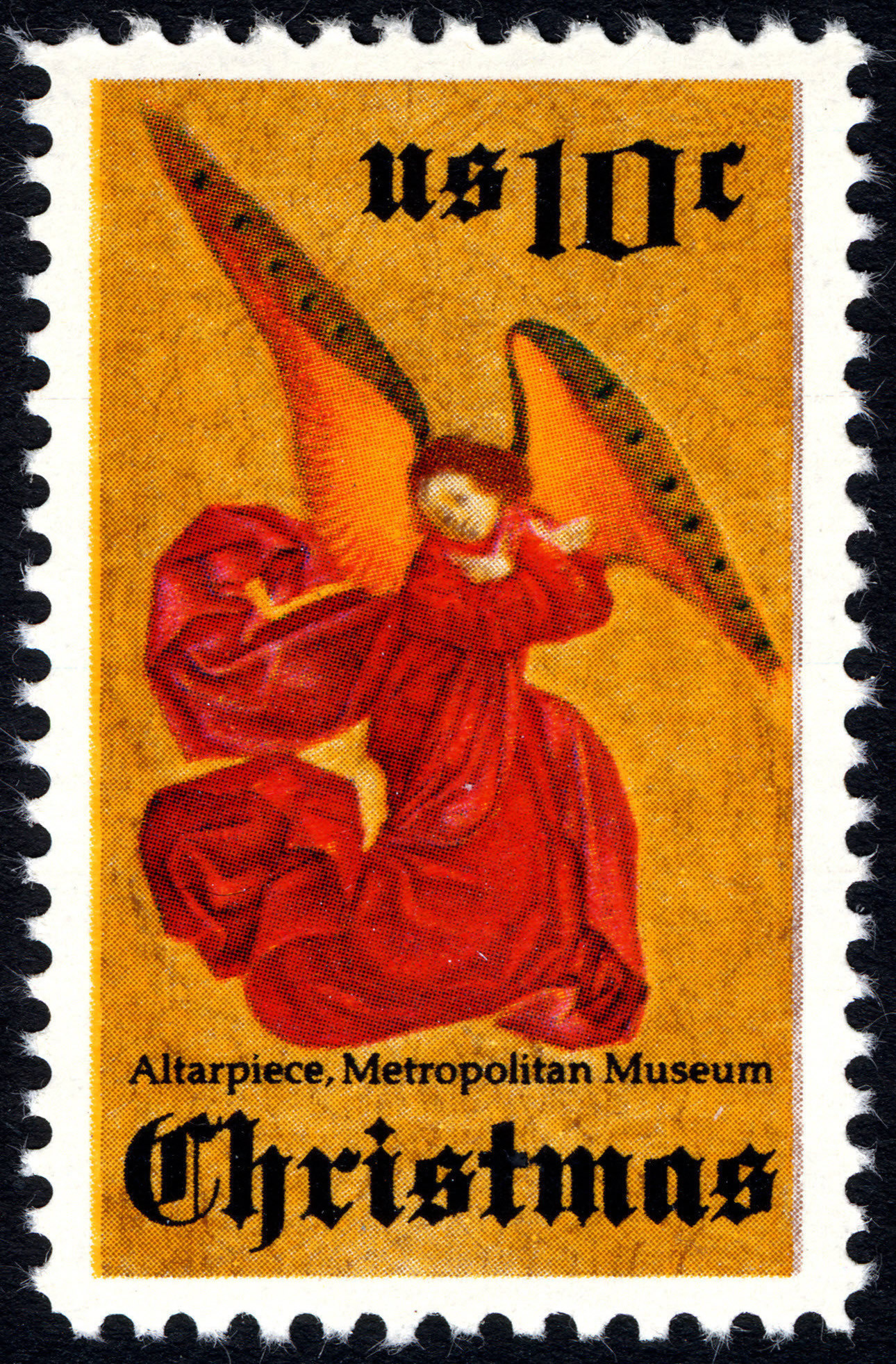
アメリカ、1974年
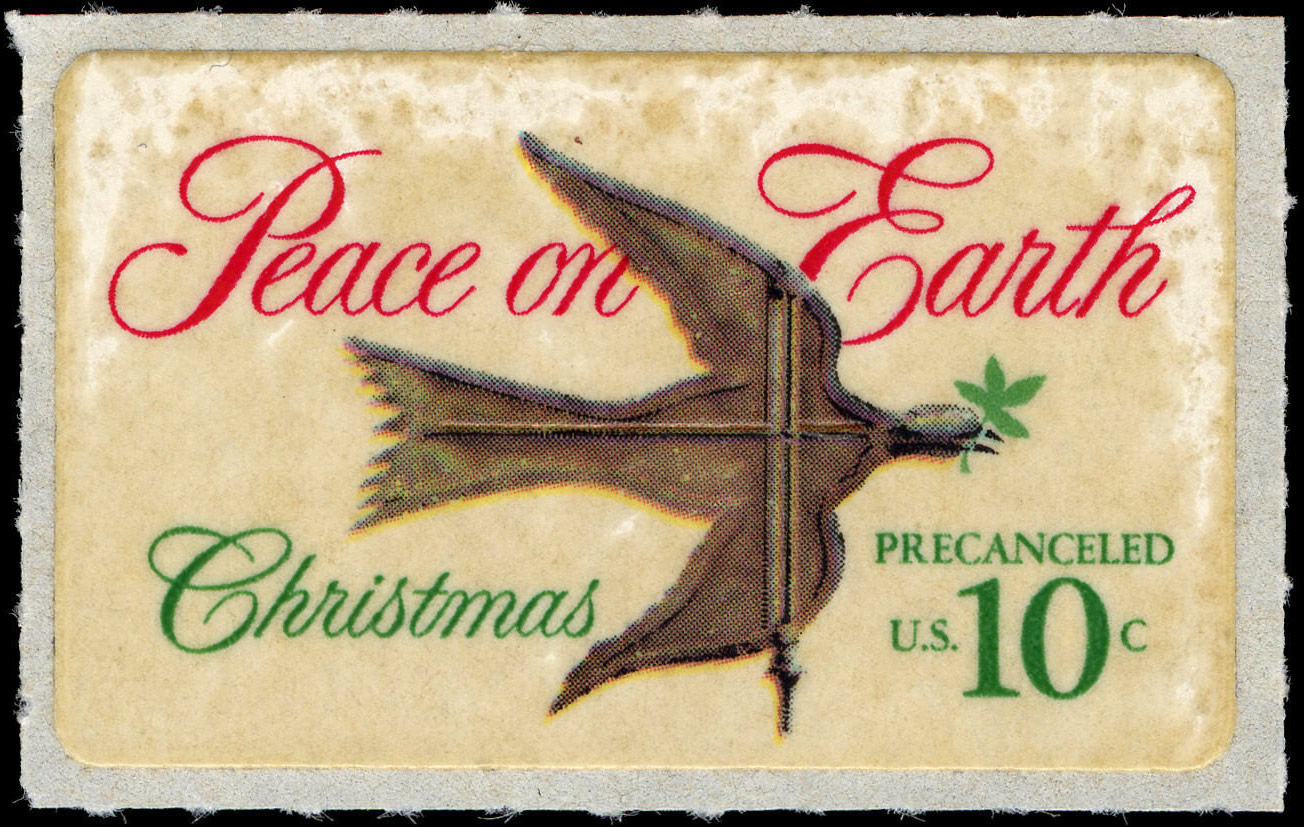
アメリカ、1974年
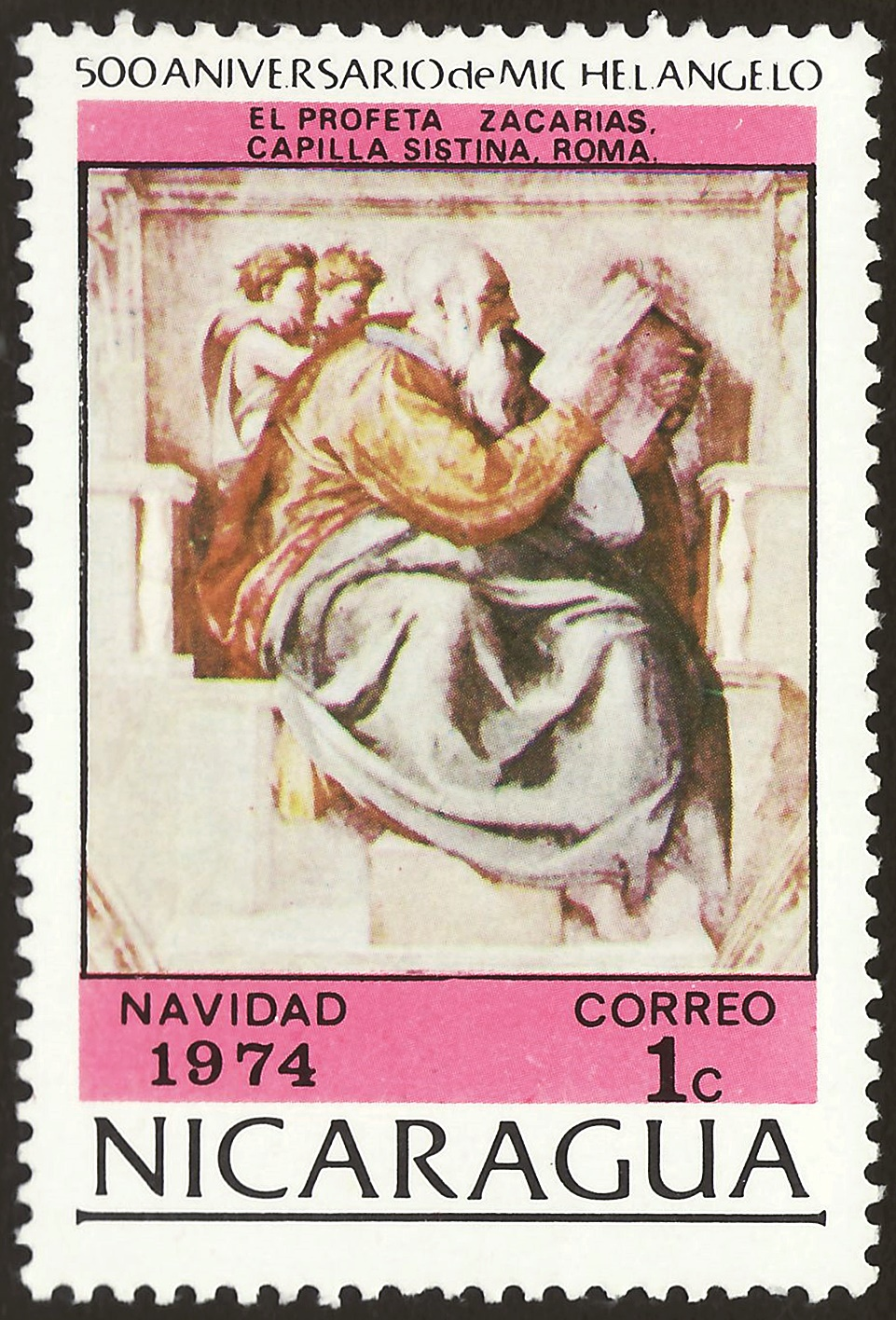
ニカラグア、1974年
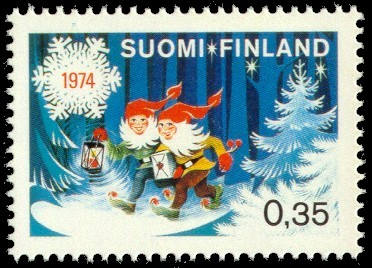
フィンランド、1974年
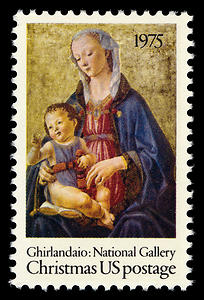
アメリカ、1975年
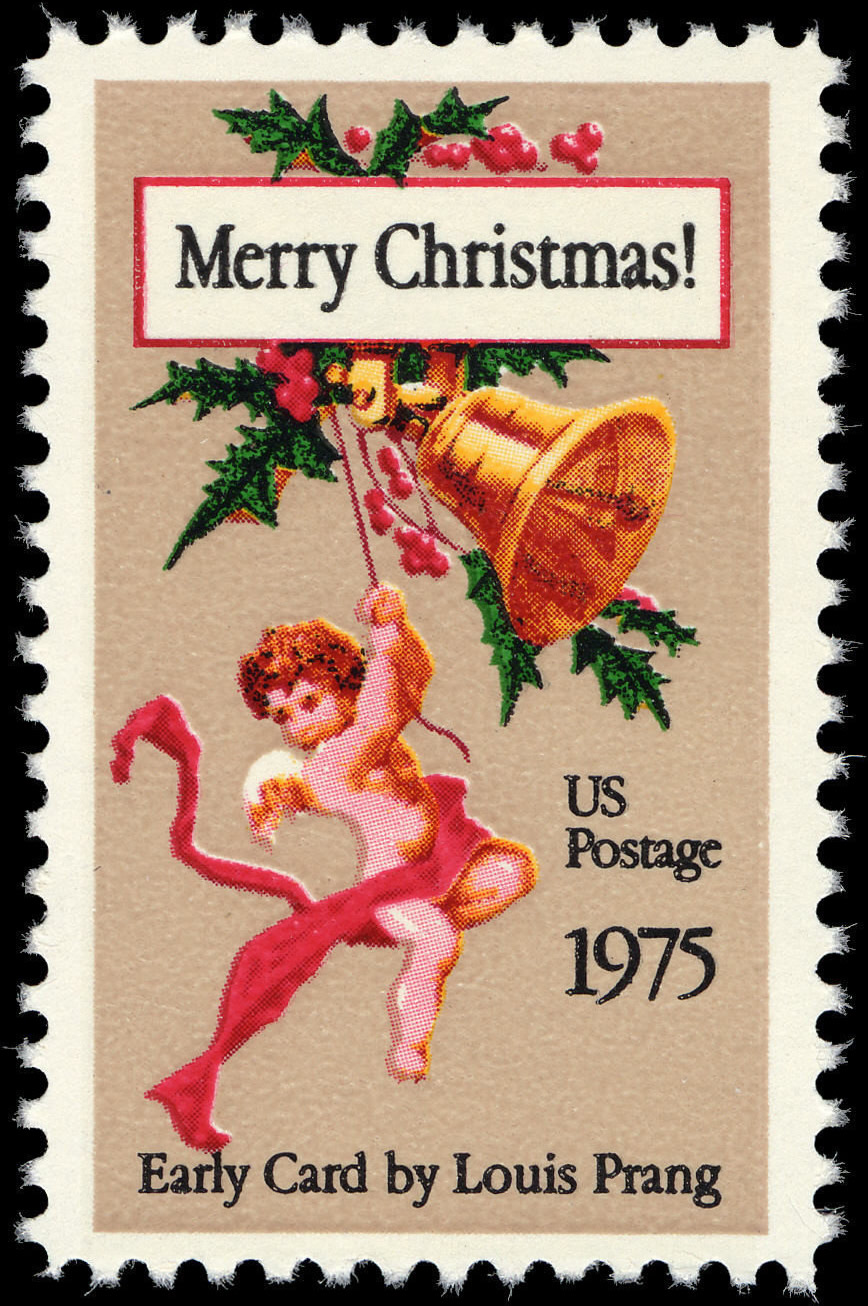
アメリカ、1975年
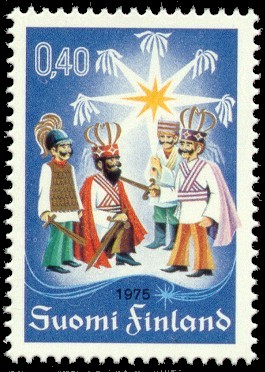
フィンランド、1975年
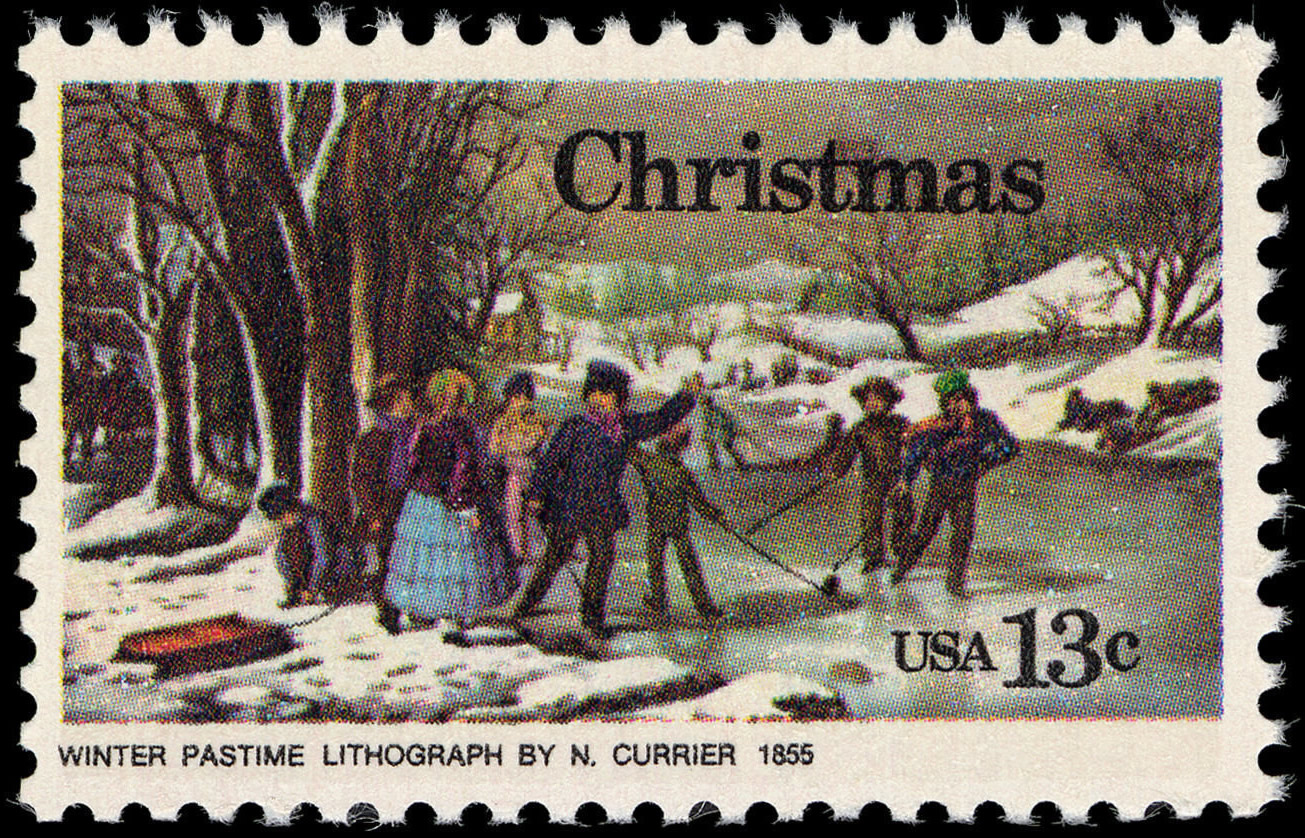
アメリカ、1976年
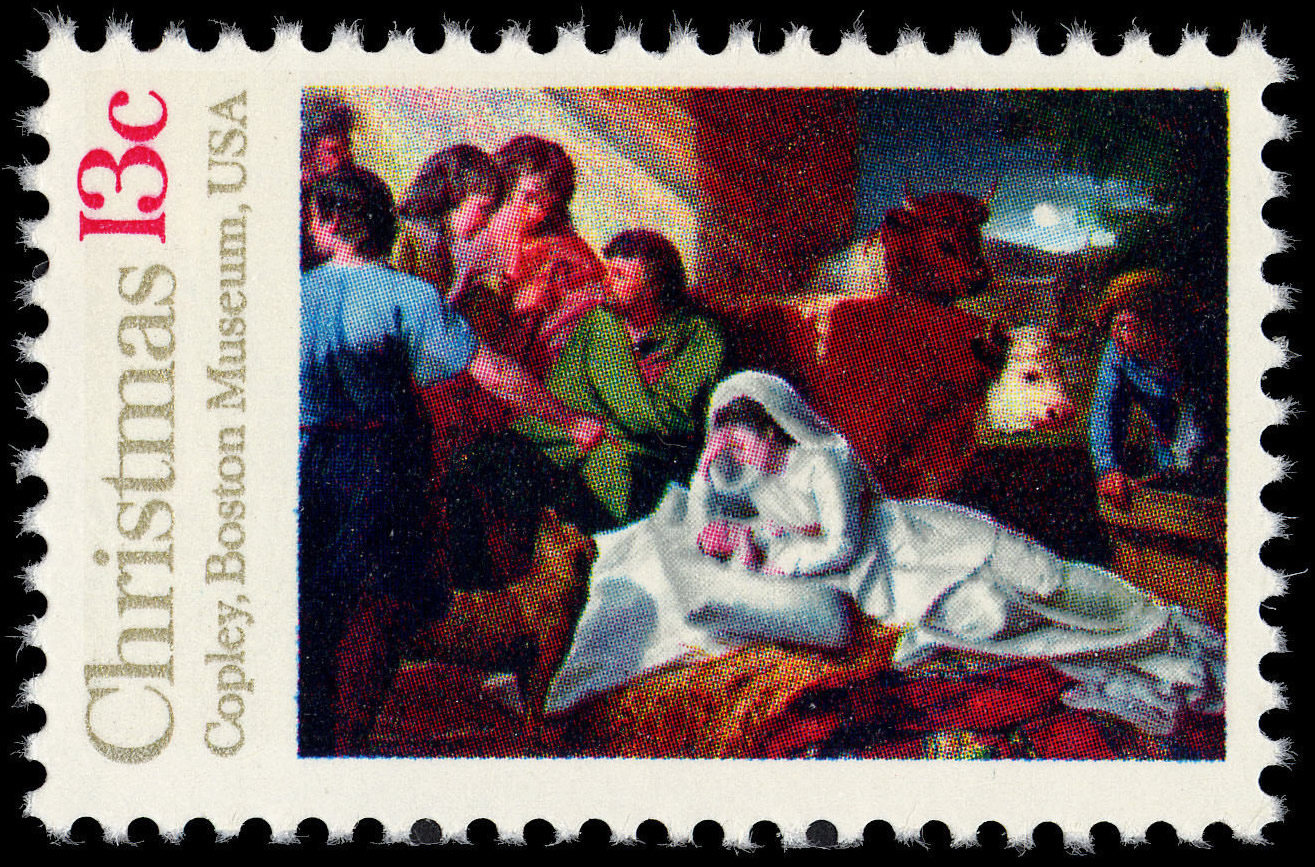
アメリカ、1976年
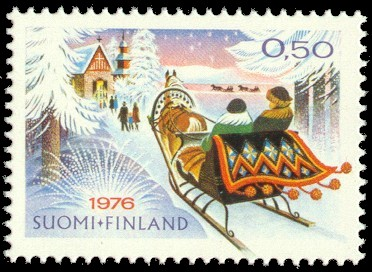
フィンランド、1976年
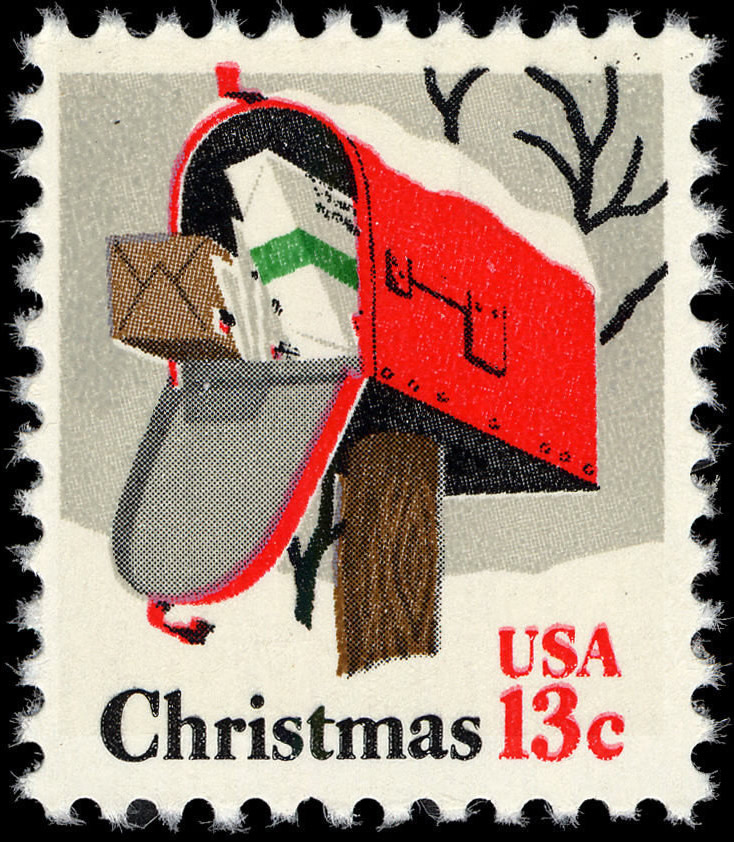
アメリカ、1977年
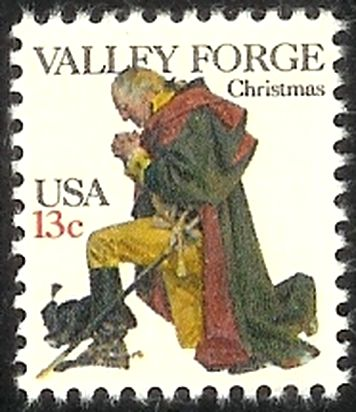
アメリカ、1977年
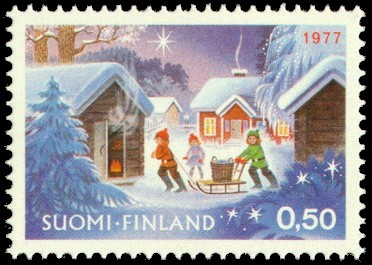
フィンランド、1977年
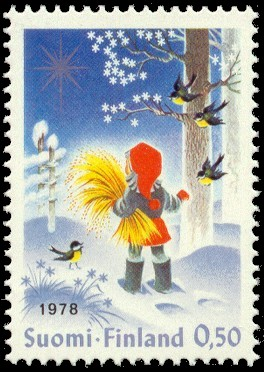
フィンランド、1978年
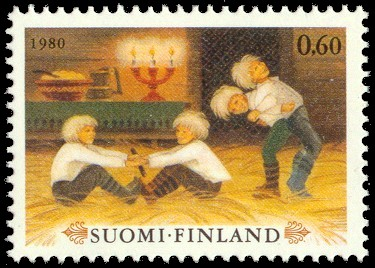
フィンランド、1980年
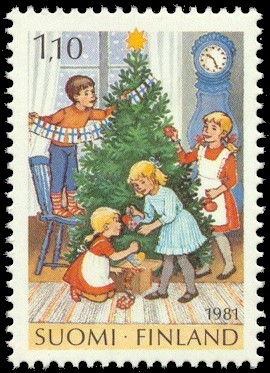
フィンランド、1981年
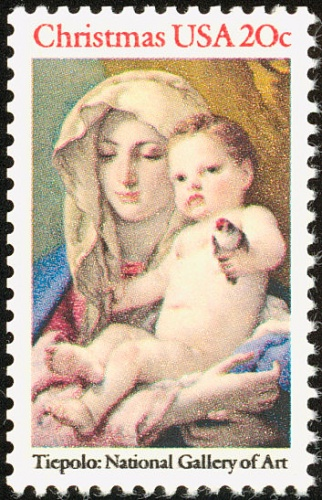
アメリカ、1982年
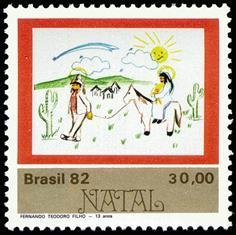
ブラジル、1982年
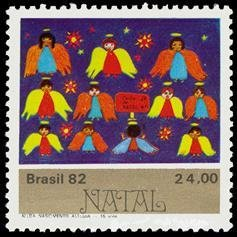
ブラジル、1982年
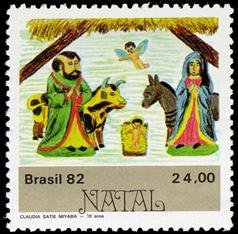
ブラジル、1982年
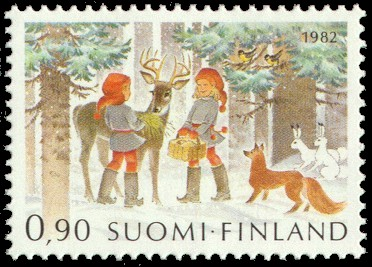
フィンランド、1982年
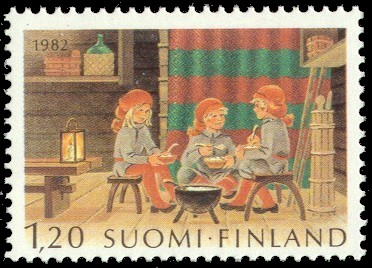
フィンランド、1982年
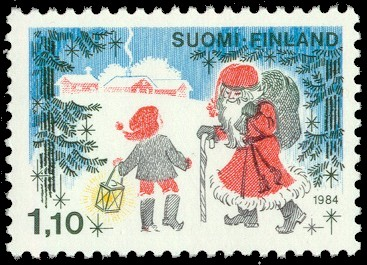
フィンランド、1984年
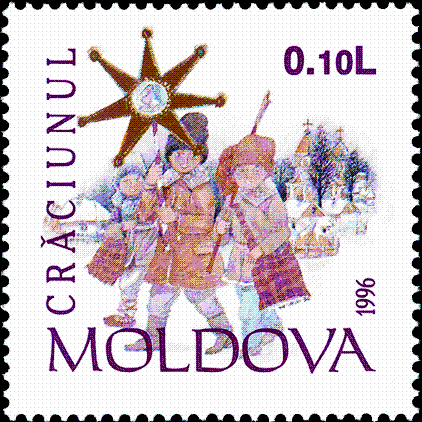
モルドバ、1996年（クリスマスの習俗）
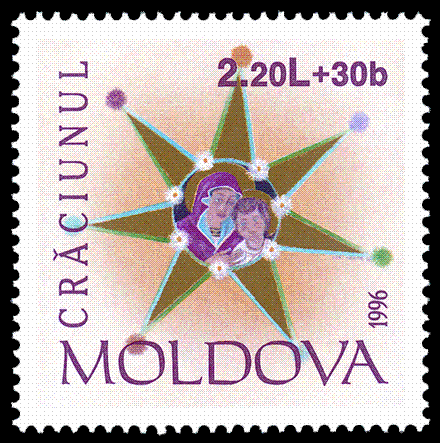
モルドバ、1996年（クリスマスの習俗）
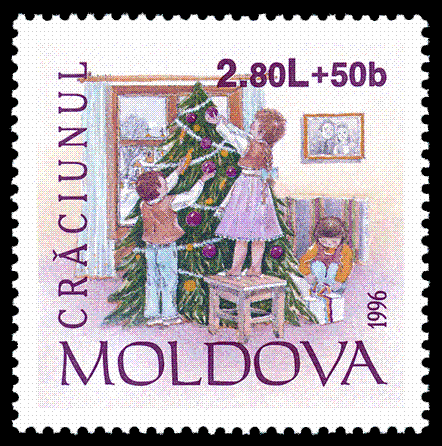
モルドバ、1996年（クリスマスの習俗）

## クリスマスシール

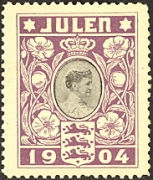
世界初のデンマークのクリスマスシール（1904年）

クリスマス・カードを郵送する際に貼付するものとしては、クリスマスシールも知られている。1903年、デンマークの郵便局員が、当時ヨーロッパで猛威を振るう結核によって多くの子どもたちが命を落としていたことに対して、安価なシールを販売することで子どもたちのための結核の療養所を建設する資金にしようと発案したものである。この計画は多くの国民の支持を集め、最終的には国王の親裁によって翌1904年12月10日に発行された。

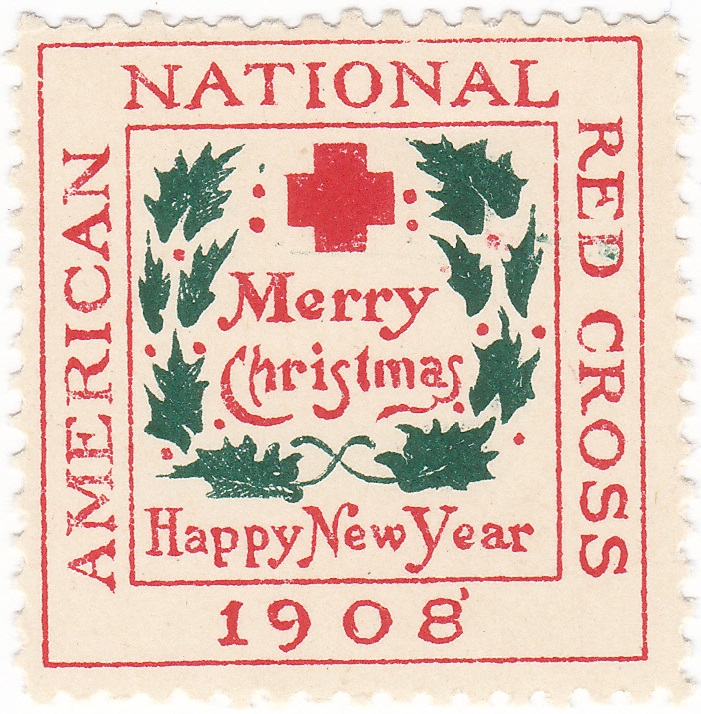
アメリカ最初の公式クリスマスシール（1908年）

1907年には、この運動を知ったアメリカ赤十字の社員が自費で作成したシールを郵便局に置いて募金を呼び掛けた。地元の大手新聞社の協力も得て大成功を収めると、翌1908年からアメリカ赤十字本社の活動となり、1919年からは各州の結核予防会が参加する運動へと発展した。その後、北欧を中心に他の国々にも広まり、世界80か国以上で結核予防運動として実施されている。これらには赤い複十字のマークがデザインされており、日本では、1952年（昭和27年）から「複十字シール」として発行されている。
これらのシールの図案は必ずしもクリスマスに限ったものだけではないが、クリスマスの時期を中心に運動が展開され、クリスマス関連の図案が多いことから、欧米では一般にクリスマスシールと呼ばれている。あくまでも切手ではなくシールであるため、興味を示さない切手蒐集家も多いが、一方で郵便に関わるクリスマスのアイテムの一つとして蒐集の対象としている者もいる。